# دانیلو الساندرو
دانیلو الساندرو (انگلیسی: Danilo Alessandro؛ زادهٔ ۳ اوت ۱۹۸۸) بازیکن فوتبال اهل ایتالیا است.
از باشگاه‌هایی که در آن بازی کرده‌است می‌توان به باشگاه فوتبال چزنا اشاره کرد.